# Legros de Rumigny

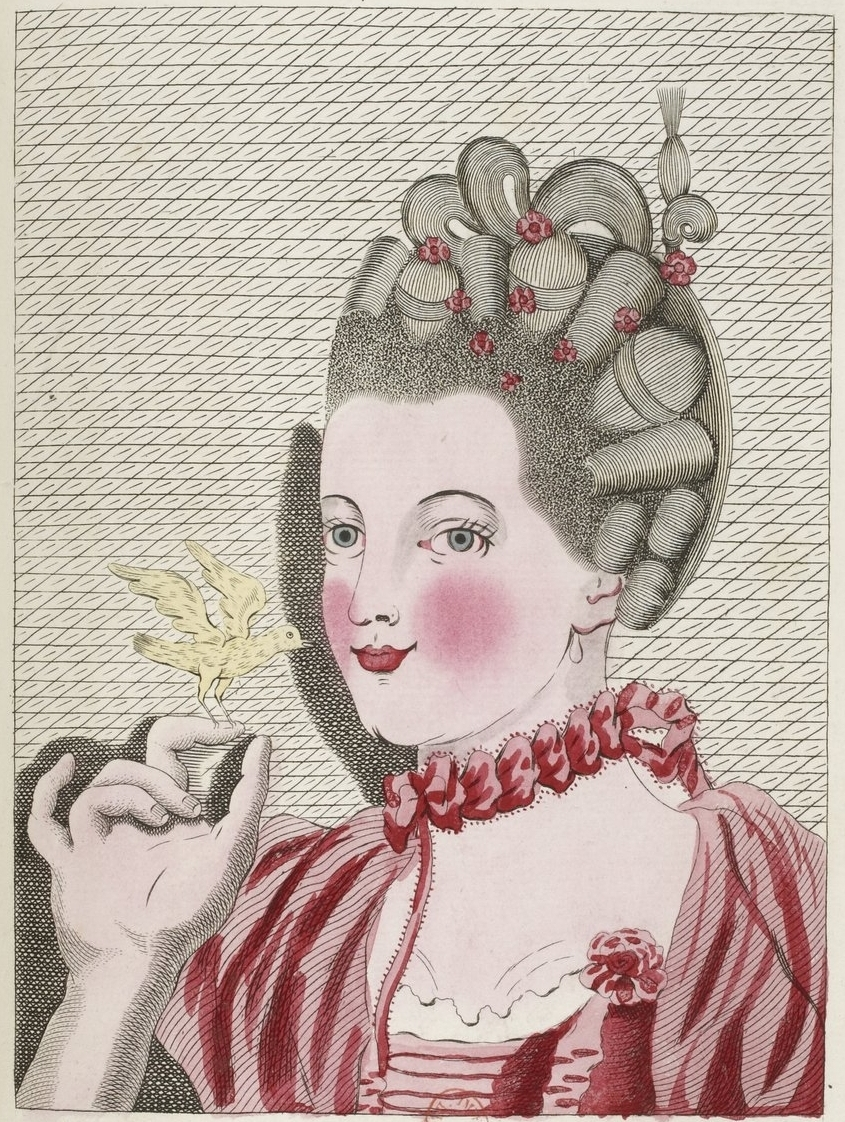
Frisur 41 im Frisurenbuch von Legros de Rumigny, 1768.

Legros de Rumigny (* 1710; † 30. Mai 1770) war in der Zeit von König Ludwig XV. in Paris als Friseur tätig. Er machte sich einen Namen durch die Veröffentlichung eines Frisurenbuchs und durch den Betrieb einer Friseurakademie.

## Leben
Legros de Rumigny wurde 1710 geboren. Bevor er sich der Frisierkunst zuwandte, war er Koch bei einem Marquis de Bellemare. In seinem Frisurenbuch erwähnt Legros das Manuskript eines Kochbuchs, das aus Zeitmangel unvollendet geblieben sei. Seit 1754 beschäftigte er sich mit der Frisierkunst und schaffte es ohne fremde Anleitung zur Meisterschaft in diesem Fach. Zur Demonstration seiner Frisurenschöpfungen stellte er 1763 und 1765 auf dem Jahrmarkt Saint-Ovide in Paris 30 bzw. 100 frisierte Modepuppen aus, die den Beifall der Damenwelt fanden. Ebenfalls 1765 veröffentlichte er die erste Ausgabe seines Frisurenbuchs „L’art de la coiffure des dames françaises“, das er bis zu seinem Tod 1770 mehrfach erweiterte und verbesserte. 1765 gründete er seine Akademie zur Friseurausbildung „Académie des coiffures“. Die häufig kolportierte Behauptung, Legros sei offizieller Hoffriseur am Hofe von Ludwig XV. gewesen und habe Madame de Pompadour und später Madame Dubarry frisiert, ist durch keine Quelle belegt. Legros, der in seinen Büchern keine Gelegenheit ausließ, für sich Reklame zu machen, würde es mit Sicherheit stolz in seinen Büchern erwähnt haben, wenn er das Amt eines Hoffriseurs bekleidet hätte.
1769 kam der Friseur Léonard Autié nach Paris. In Autiés angeblichen Memoiren wird sein Treffen mit dem als eitel und hochnäsig geschilderten Legros beschrieben. Hinterher erklärt Autié einem Freund, „Léonard wird der größte Friseur der Welt werden“. Er erfindet Turmfrisuren, die im Rokoko Marie-Antoinettes Furore machten. Als Legros Autiés Frisuren zu Gesicht kriegt, verkündet er, dieser Neuerer werde ihm den Rang ablaufen.
Am 16. Mai 1770 wurde in Versailles die Heirat des französischen Thronfolgers Ludwig XVI. mit der österreichischen Prinzessin Marie-Antoinette gefeiert. In der Nacht des 30. Mai 1770 entstand während der öffentlichen Abschlussfeierlichkeiten in Paris ein Brand, dem Hunderte Zuschauer zum Opfer fielen, darunter auch Legros, der erstickt aufgefunden wurde. Zusammen mit den übrigen Todesopfern wurde er am 31. Mai oder am 1. Juni 1770 auf dem Friedhof Madeleine beerdigt.

## Werk

### Frisurenbuch
1757 veröffentlichte der Schriftsteller Jean Henri Marchand eine Persiflage unter dem Titel „L’enciclopédie perruquière“ (Perücken-Enzyklopädie). Auf der Titelseite wird als fiktiver Autor der Friseur Beaumont genannt, der angeblich im Viertel des Hospitals Quinze-Vingts seinen Laden hatte. Dem Buch sind 44 Abbildungen männlicher Perückenköpfe mit spöttischen Bildunterschriften beigefügt.
Im Jahr 1765 veröffentlichte Legros de Rumigny die erste Ausgabe seines Frisurenbuchs „Livre d’estampes de l’art de la coeffure des dames françoises“. Möglicherweise ließ sich Legros, der sein Friseurgeschäft im Quinze-Vingts-Viertel betrieb, von der spöttischen Perücken-Enzyklopädie zu seinem ernsthaften Frisurenbuch anregen. 1766 und 1768 erschienen erweiterte und verbesserte Ausgaben des Buchs. Die Ausgabe von 1768 trug den Titel „L’art de la coëffure des dames françoises, avec des estampes où sont représentées les têtes coeffées“ Ab 1768 brachte Legros außerdem 4 Supplemente heraus.
Das Frisurenbuch besteht aus einem Textteil und einem Tafelteil. Im Textteil werden folgende Themen behandelt:
- Chronologie der Ausgaben des Frisurenbuchs
- Herstellung der Kupferstiche des Tafelteils
- Friseurakademie
- Pflege natürlicher Haare
- Herstellung von Haarpomaden
- Anleitung zum Frisieren mit und ohne Verwendung falscher Haarteile
- Maßanfertigung und Versand von Perücken

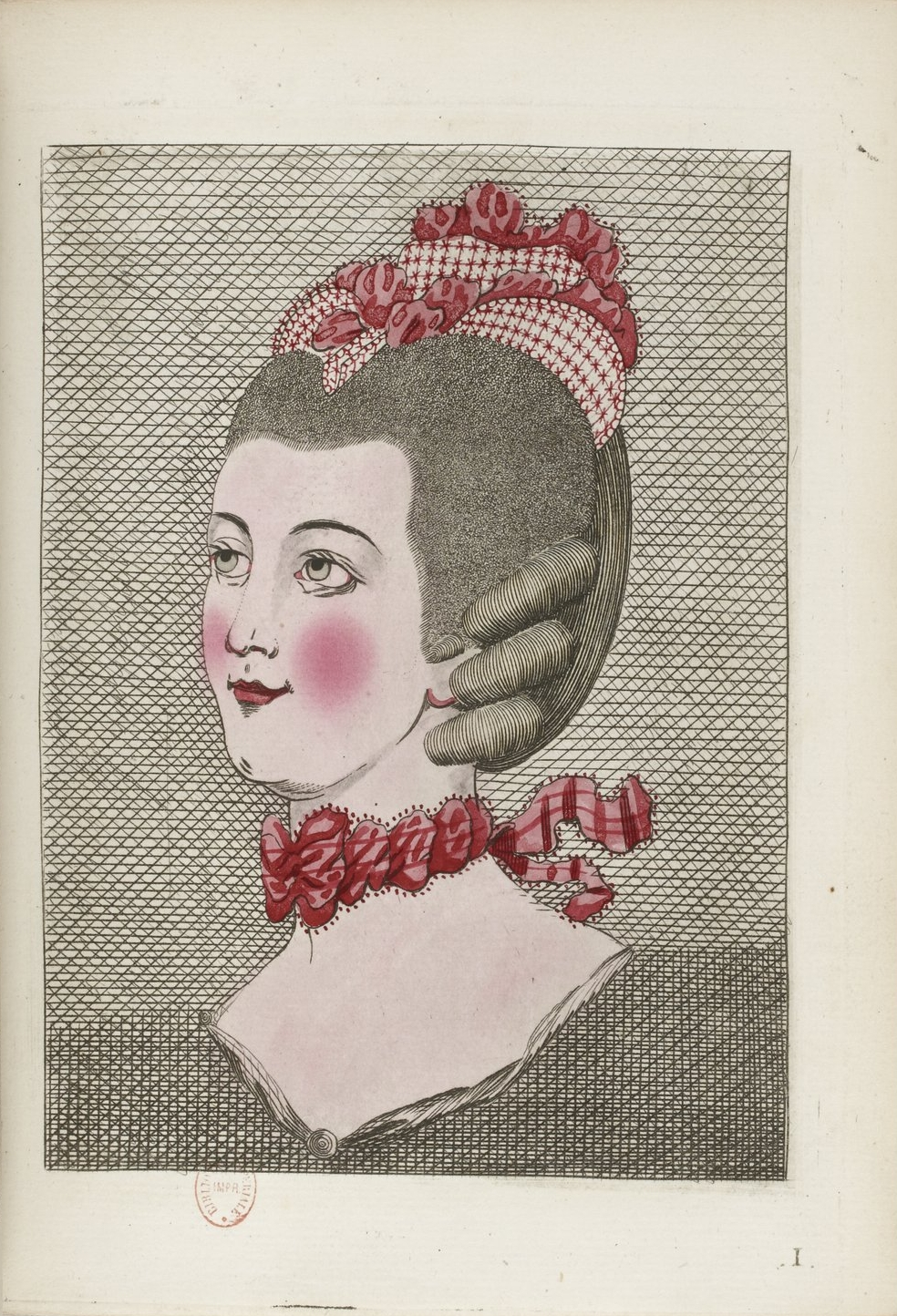
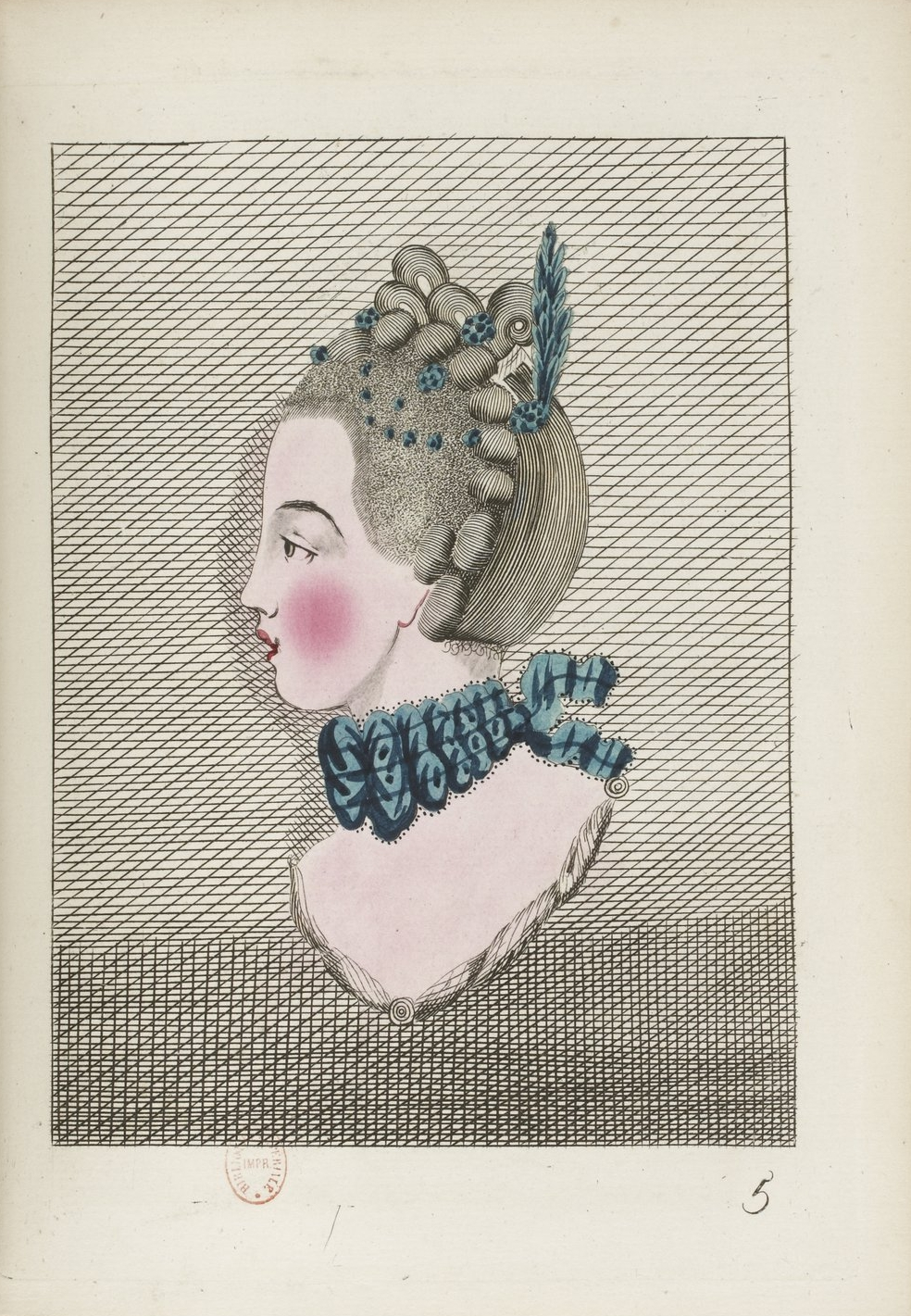
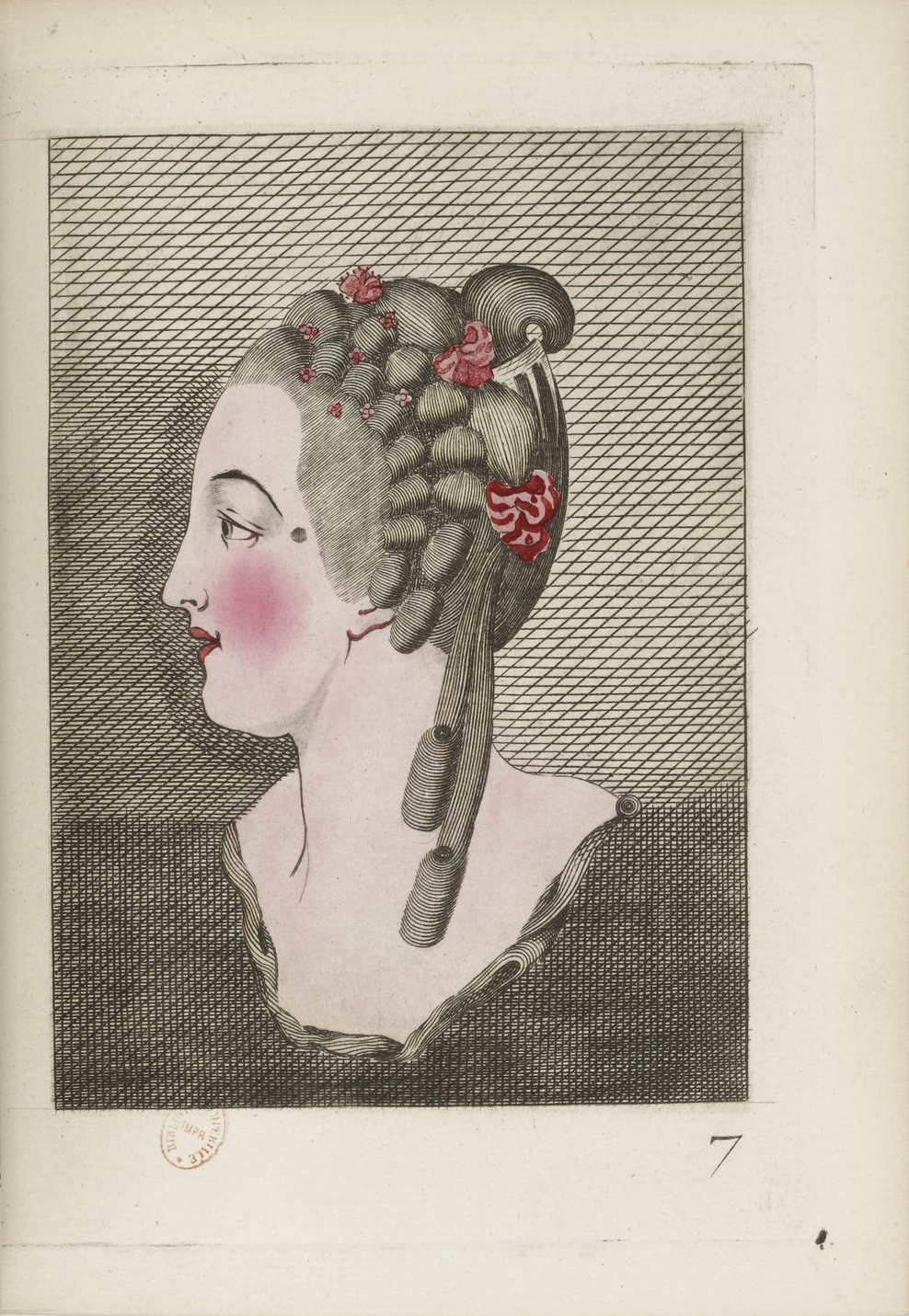
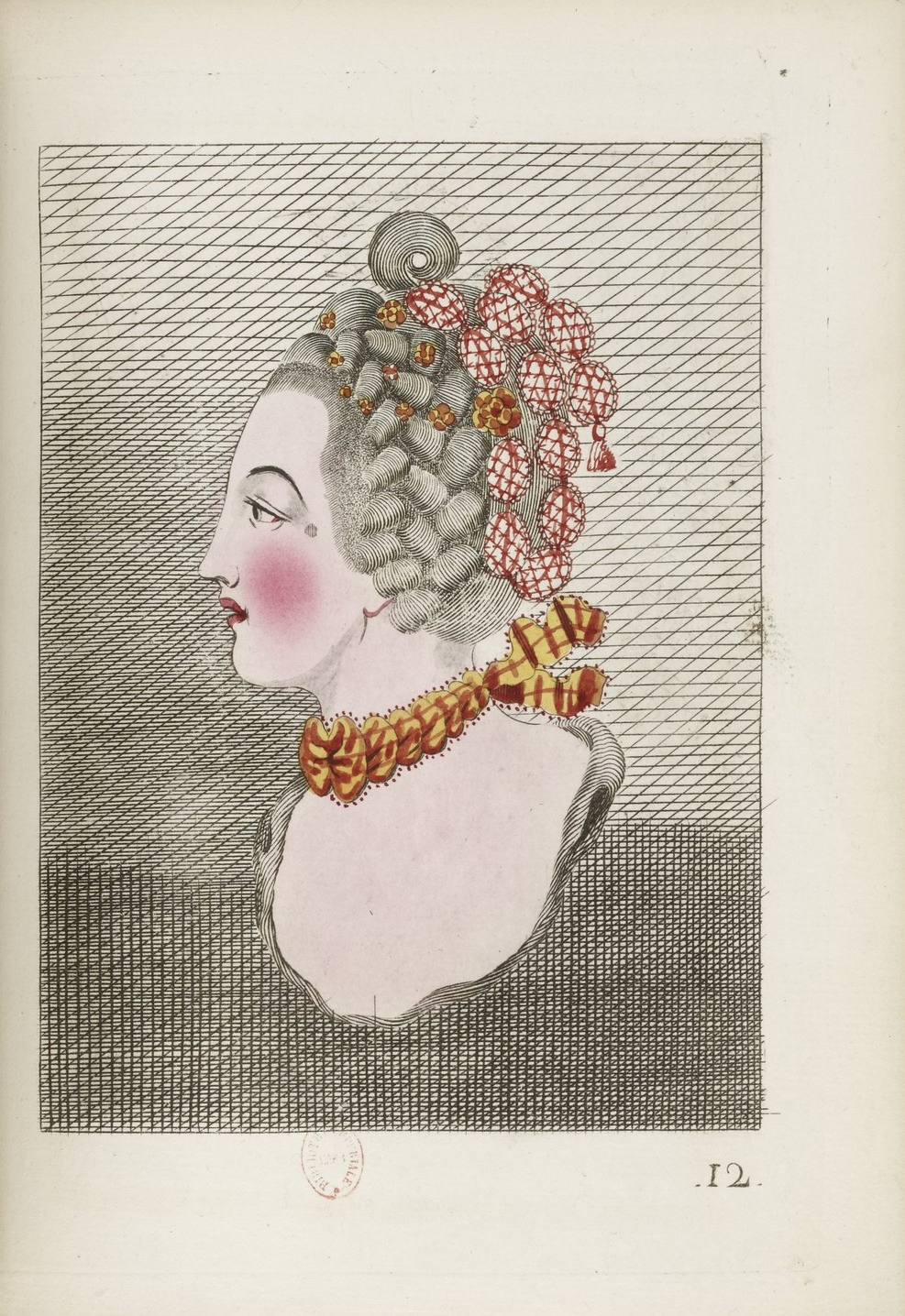
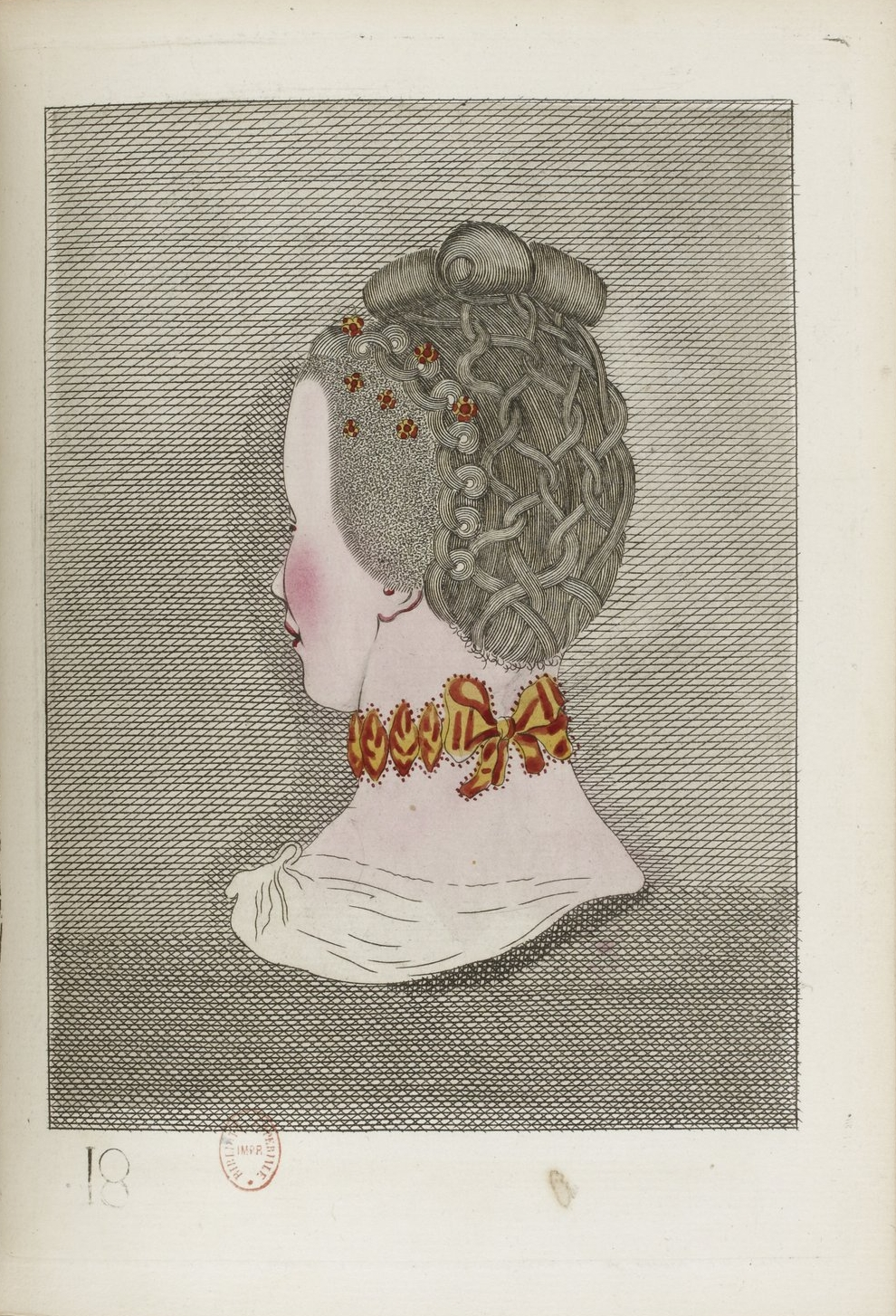
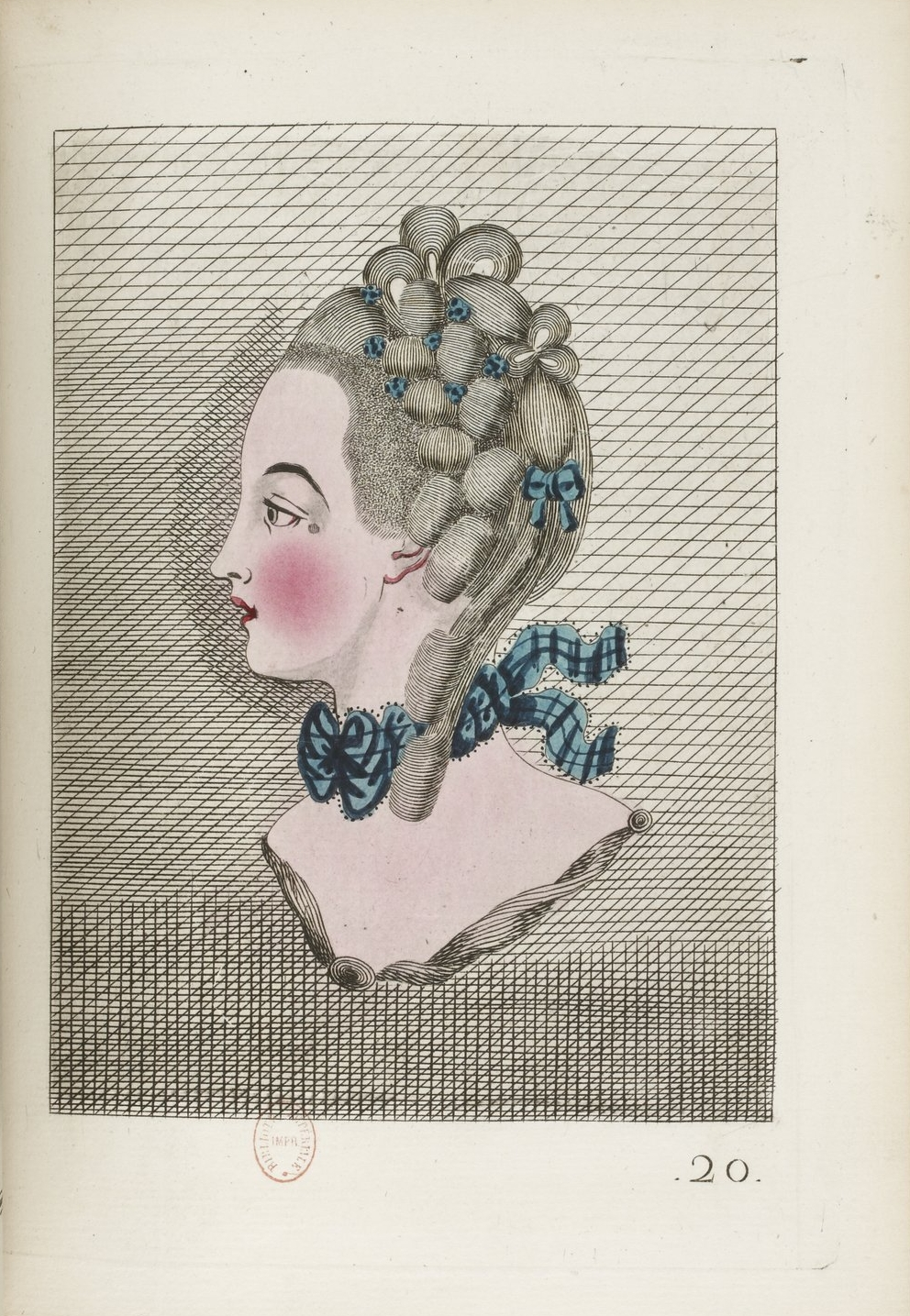
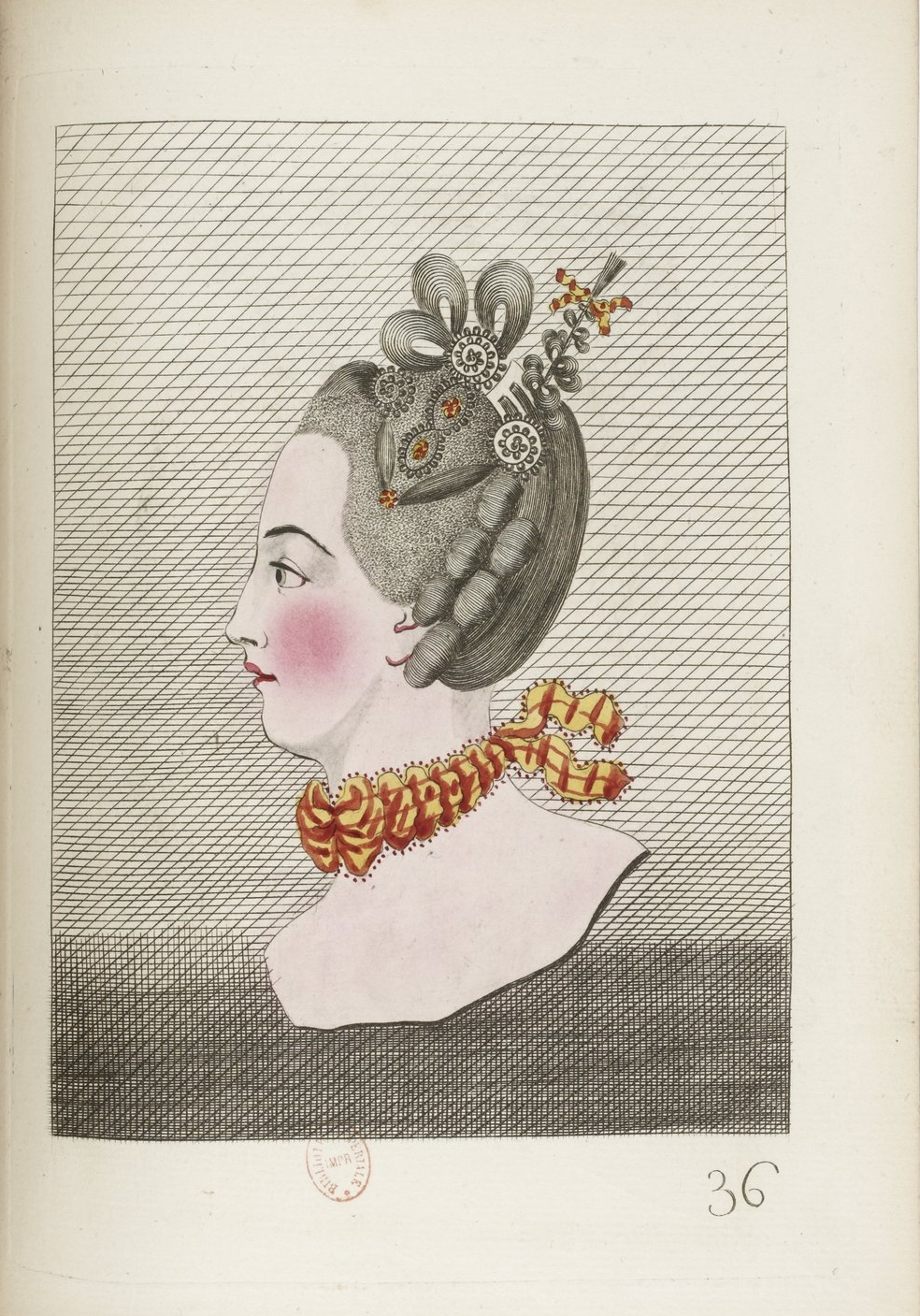
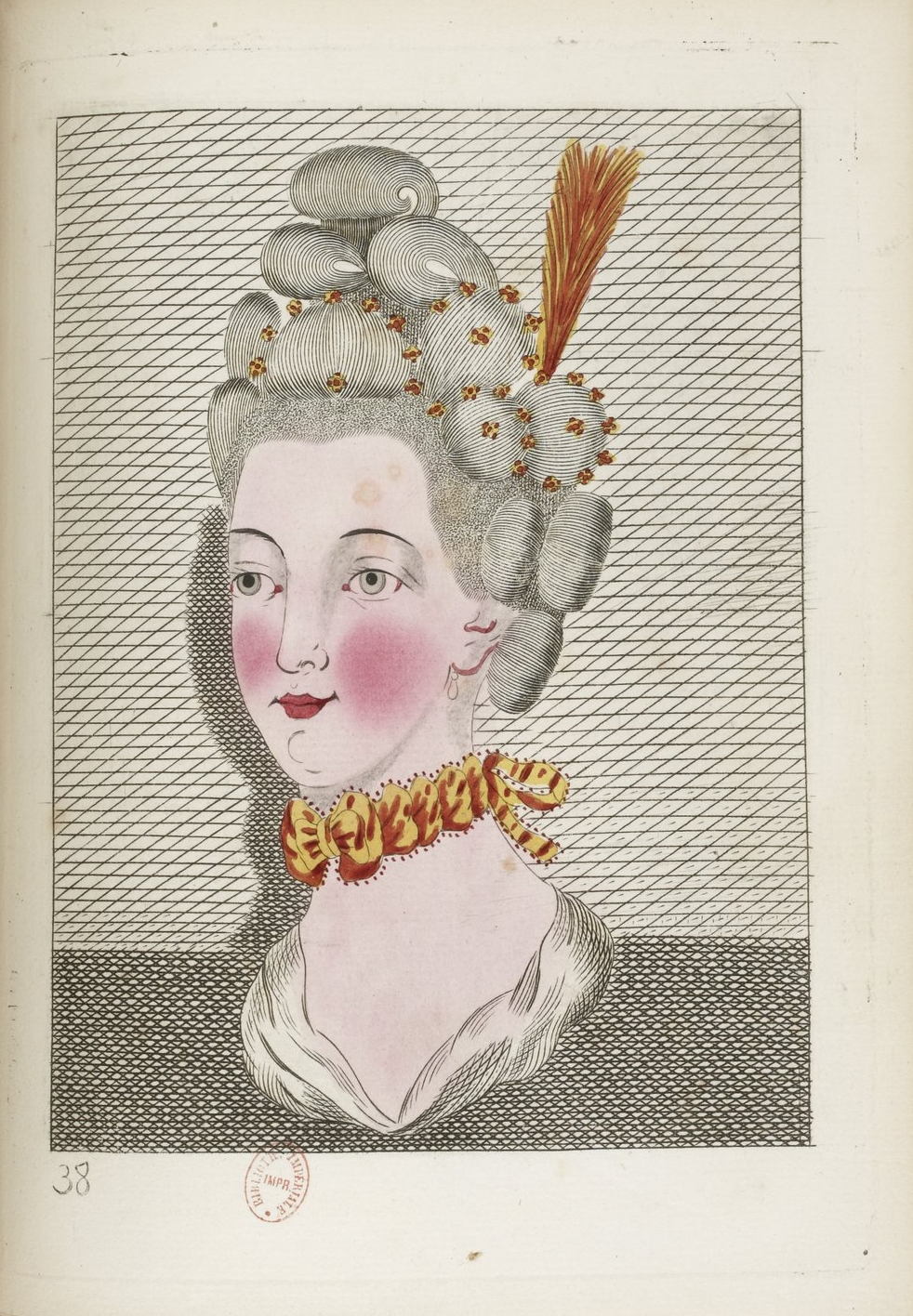

Der Tafelteil des Frisurenbuchs enthält kolorierte Kupferstiche mit Frisurmodellen nach Originalzeichnungen von Legros. 1765 belief sich die Anzahl der durchnummerierten Modelle auf 28 und 1768 auf 38. Die 4 Supplemente, die ab 1768 erschienen, ergänzten die Zahl der Modelle bis zum Jahr 1770 auf 100. Dem 1. Supplement fügte Legros als Zugabe einen kolorierte Kupferstich bei mit dem Titel „Une Dame Française à la Chasse, Habillée en Amazone“.
Die ersten Exemplare des Frisurenbuchs versandte Legros an die Damen der europäischen Herrscherhäuser, unter anderem an die Töchter des französischen Königs, an die österreichische und die russische Kaiserin und an die englische und die preußische Königin. Legros hoffte offenbar auf Perückenbestellungen aus dem Ausland, genauso wie er auch gerne Filialen seiner Friseurakademie in anderen europäischen Hauptstädten errichtet hätte.

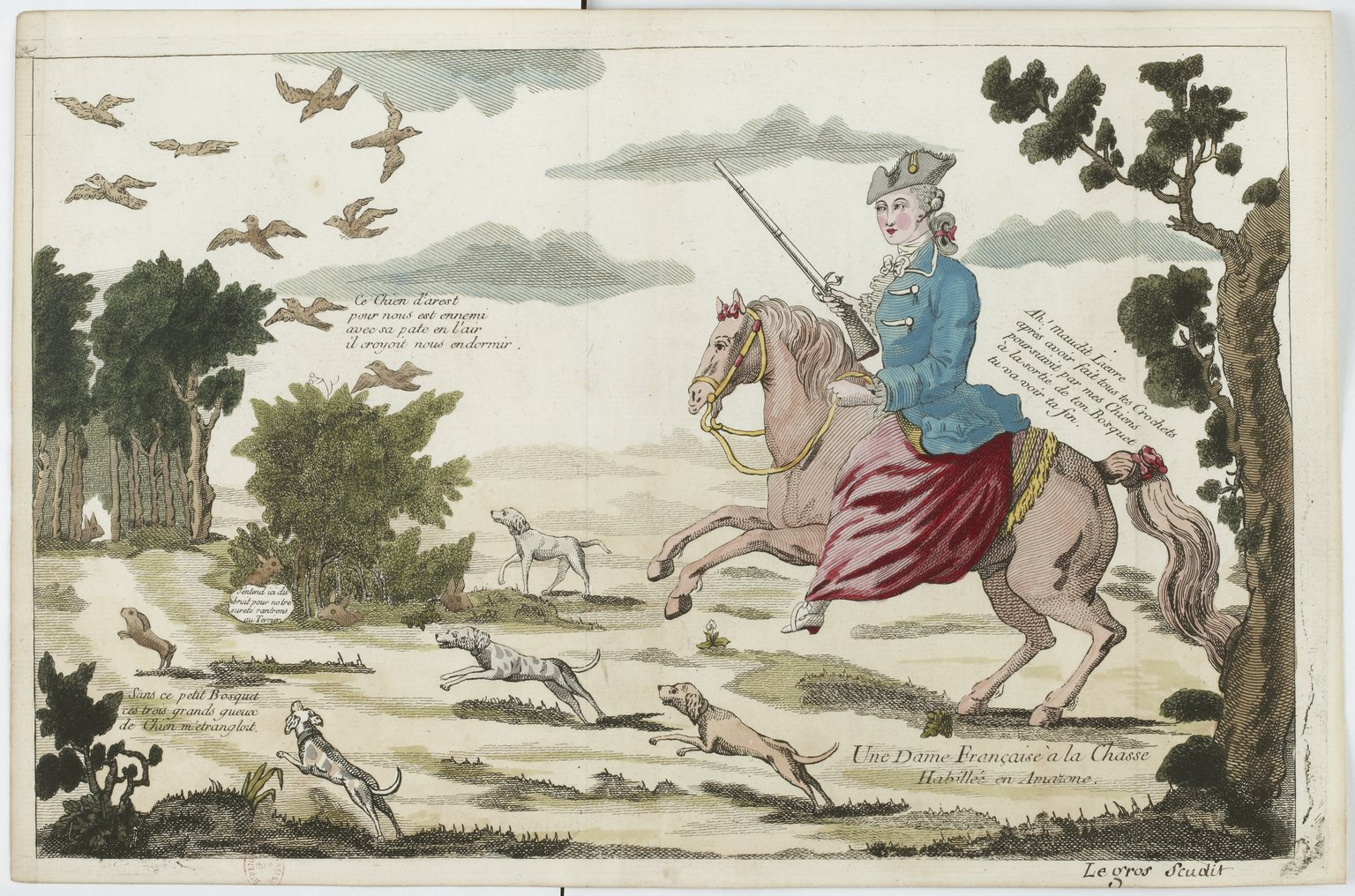
„Dame Française à la Chasse“ nach einer Zeichnung von Legros.

Es ist nicht bekannt, wie erfolgreich Legros’ Bücher waren. Sie wurden zwar in den Zeitschriften besprochen, ohne dass sich jedoch die Autoren kritisch über den Inhalt der Bücher ausließen. Friedrich Melchior Grimm äußerte sich in der französischen Literaturzeitschrift „Correspondance littéraire, philosophique et critique“ über das Frisurenbuch und den „großen Legros“ mit leicht ironischem Unterton:
„… dass bei den Pariser Frauen unser berühmter Legros und sein Buch einen vernichtenden Widerhall fanden, und dass sie gnadenlos alle seine achtundzwanzig Frisurenköpfe für abscheulich erklärten.“
„So war Herr Legros, ob mit dem Topf oder dem Kamm in der Hand, immer brillant und groß, aber auch immer eine Zielscheibe des Neides.“
Tatsächlich sah sich der frühere Koch Legros genötigt, sich in seinem Buch gegen missgünstige Kollegen („eine Menge eifersüchtiger Ignoranten“) zu verteidigen, die ihm jede Fähigkeit zum Frisieren und zum Perückenmachen abstreiten wollten.

### Friseurakademie
1765 wandelte Legros seinen Friseurladen in eine Friseurschule um, die er als „Académie des Coëffures du Sieur le Gros“ oder „Académie des Coiffures des Dames Françoises à Paris“ bezeichnete. Sein Ladenlokal befand sich bis mindestens 1767 auf dem Gelände des Hospitals Quinze-Vingts in der Nähe des Louvre. Spätestens 1769 zog er in einen Laden beim Palais Royal um, gegenüber dem Hospital Quinze-Vingts.

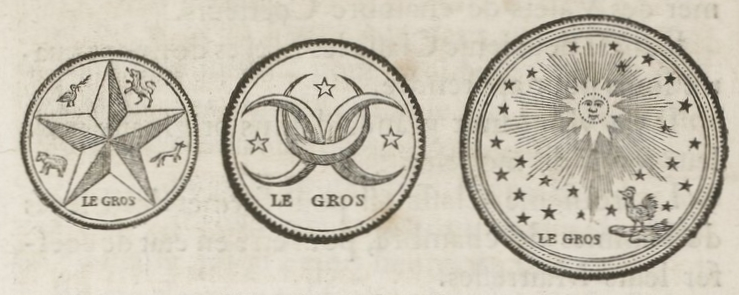
Prüfungssiegel der Friseurakademie.

Legros glaubte, dass manche Leute den Titel seines Frisurenbuchs „Frisierkunst der Damen“ und die Bezeichnung seiner Friseurschule als Akademie für unangebracht halten könnten. Den Titel seines Buchs hielt er jedoch für gerechtfertigt, denn das Frisieren der Damen sei für ihn zu einer Kunst geworden, und die Bezeichnung Akademie treffe ebenfalls zu, da er in seiner Schule die Grundzüge der Frisierkunst lehre. Friedrich Melchior Grimm äußerte sich in der französischen Literaturzeitschrift „Correspondance littéraire, philosophique et critique“ über die Namenswahl „Akademie“ leicht ironisch:
„Er teilt uns mit, dass er beim Quinze-Vingts eine Akademie eingerichtet hat, die er in ebensoviele Klassen wie die Académie des sciences unterteilt habe. In seiner Bescheidenheit entschuldigt er sich dafür, dass er für sein Institut die Begriffe Akademie bzw. Klassen verwende, und beweist uns unwiderleglich, dass die Begriffe doch zutreffend seien, und dass die Bescheidenheit uns in bestimmten Fällen zwingt, der Kraft der Wahrheit zu weichen.“
Die Akademie bestand aus 3 Klassen:

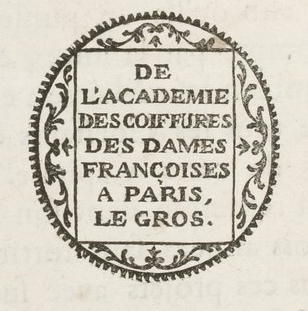
Versandsiegel der Friseurakademie.

- 1. Klasse zur Ausbildung von Friseuren und Friseusen zu einer Gebühr von 6 Louisdor.
- 2. Klasse zur Ausbildung von Kammerdiener-Friseuren zu einer Gebühr von 4 Louisdor.
- 3. Klasse zur Ausbildung von Kammerzofen zu einer Gebühr von 2 Louisdor.

Die Schüler der 1. und 2. Klasse erlernten die handwerklichen Fertigkeiten eines Friseurs anhand von 38 bzw. 28 großformatigen Zeichnungen von Frisurmodellen. Die Schülerinnen der 3. Klasse erlernten die notwendigen Fertigkeiten zum Frisieren ihrer Damen, nicht jedoch das Haareschneiden. Zum erfolgreichen Abschluss der Ausbildung erhielten die Schüler ein Zeugnis mit einem Prüfungssiegel.
Damen aus der Provinz oder Damen von ausländischen Höfen konnten Perücken nach den Frisurmodellen in Legros’ Büchern unter Angabe von Haarfarbe und Kopfgröße bestellen. Die Versandgebinde mit den Perücken wurden durch ein spezielles Versandsiegel gekennzeichnet.
Alle Angaben über die Friseurakademie und das Versandgeschäft beruhen auf Legros’ Beschreibung in seinen Büchern. Unabhängige Zeugnisse Dritter sind nicht bekannt.

## Zitate
- Deswegen habe ich das Buch über die Frisierkunst der Damen herausgegeben, damit … diese nicht den vielen Ignoranten Glauben schenken, die ihnen aus Neid einreden wollen, ich könne überhaupt nicht frisieren, denn ich sei ja Koch gewesen und niemand habe mir das Frisieren beigebracht.[20]

- Schließlich konnte ich in kurzer Zeit vielen Friseuren die Falschheit ihrer üblen Nachreden nachweisen, in Anbetracht der Tatsache, dass ich es bin, der die Frisierkunst in ihren Grundlagen erfunden hat; tagtäglich lege ich davon Zeugnis ab, da es keinen Friseur gibt, der meinen Stil nachahmen noch nach Modellzeichnungen frisieren kann, es sei denn, er hätte bei mir gelernt.[21]

- Ich glaube, dass ich mich zu Recht als den ersten Frisierkünstler der Damen bezeichnen darf.[22]

## Veröffentlichungen

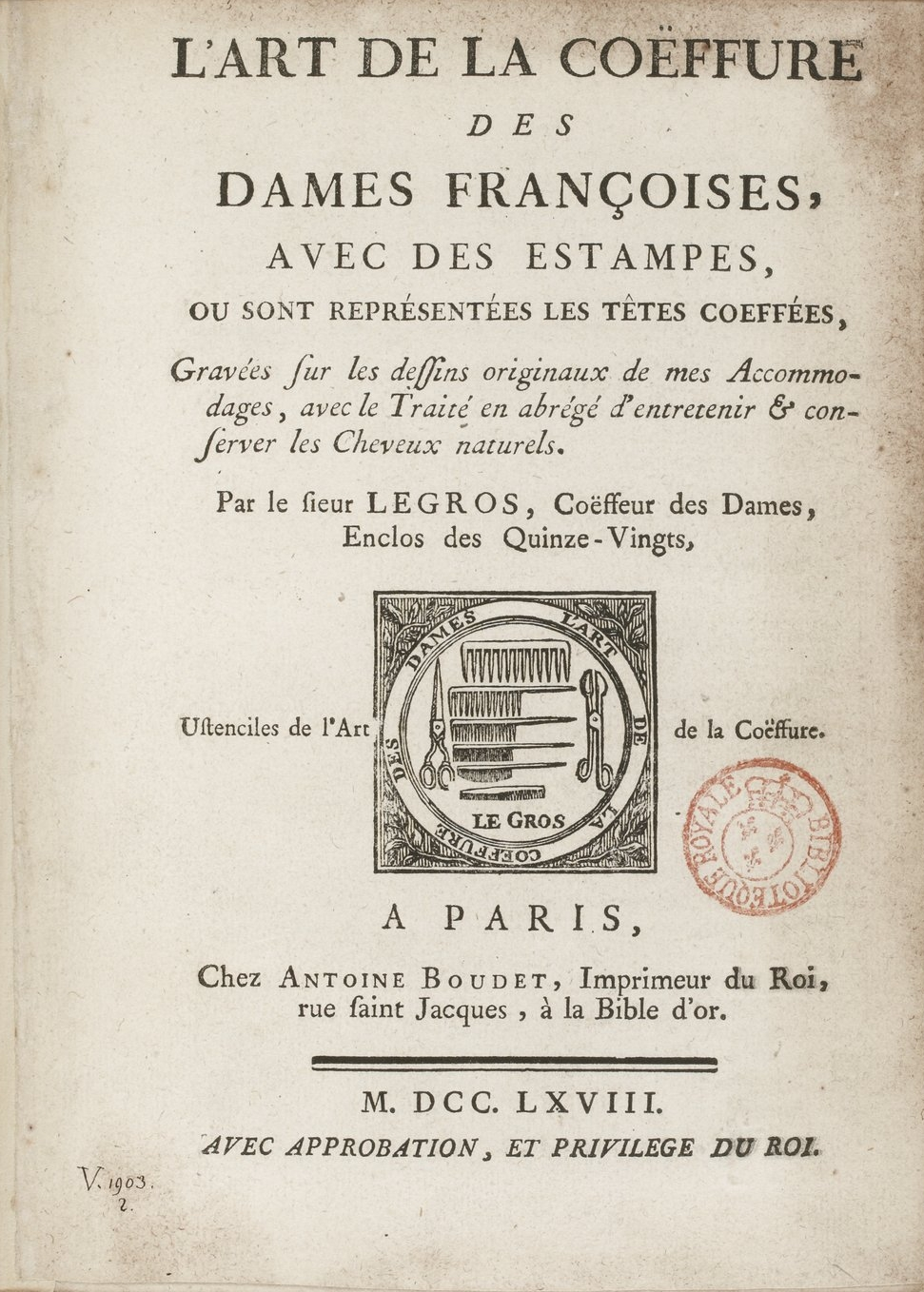
Titelblatt des Frisurenbuchs von 1768.

- Frisurenbuch 1765: Livre d’estampes de l’art de la coeffure des dames françoises, Gravé sur les desseins originaux d’après mes Accommodages, avec le Traité en abrégé d’entretenir & conserver les Cheveux naturels. Par le sieur LE GROS, Coeffeur des Dames. Paris : Aux Quinze-vingts, 1765, pdf. – Frisurenköpfe: 1-28.[23]
- Frisurenbuch 1766: [Titel unbekannt]. – Frisurenköpfe: 1-33.[24]
- Frisurenbuch 1768: L’art de la coëffure des dames françoises, avec des estampes où sont représentées les têtes coeffées, Gravées sur les dessins originaux d’après mes Accommodages, avec le Traité en abrégé d’entretenir & conserver les Cheveux naturels. Par le sieur LE GROS, Coeffeur des Dames, Enclos des Quinze-vingts. Paris : Antoine Boudet, 1768, pdf. – Druckgenehmigung: 15. April 1768. Frisurenköpfe: 1-38.
- 1. Supplement: Supplément de l’art de la coëffure des dames françoises. Par le sieur LEGROS, Coëffeur des Dames, Enclos des Quinze-vingts  Paris : Antoine Boudet, 1768, pdf. – Druckgenehmigung: 15. April 1768. Frisurenköpfe: 39-44.
- 2. Supplement: Deuxième supplément de l’art de la coëffure des dames françoises. – Druckgenehmigung: 24. Oktober 1768. Frisurenköpfe: 45-62.[25]
- 3. Supplement: Troisième supplément de l’art de la coëffure des dames françoises. – Druckgenehmigung: 22. Mai 1769. Frisurenköpfe: 63-78.[26]
- 4. Supplement: Quatrième supplément de l’art de la coëffure des dames françoises. – Druckgenehmigung: 26. Januar 1770. Frisurenköpfe: 79-100.

### Leben
- Eustache Marie Pierre Marc Antoine Courtin: Legros (N.). In: Encyclopédie moderne, ou Dictionnaire des hommes et des choses, des sciences, des lettres et des arts, deuxième édition, tome quatorzième: Just–Lubi. Den Haag : Lejeune, 1830, Seite 218, pdf.
- Joseph Fr. Michaud: Biographie universelle, ancienne et moderne, Band 23, Paris, 1819, Seite 588–589, pdf.

### Sonstiges
- Léonard Autié: Souvenirs de Léonard, coiffeur de la reine Marie-Antoinette, Band 1, Paris : Levavasseur, 1838, pdf.
- Académie de Coëffure. In: L’Avantcoureur, Feuille Hebdomadaire, 1767, Nummer 7, 16. Februar 1767, Seite 103, pdf.
- Friedrich Melchior Grimm; Denis Diderot: Correspondance littéraire, philosophique et critique de Grimm et de Diderot, depuis 1770 jusqu’en 1782, seconde édition, tome premier. Paris 1812, Seite 127, 210-211, pdf.
- Friedrich Melchior Grimm; Denis Diderot: Correspondance littéraire, philosophique et critique de Grimm et de Diderot, depuis 1765 jusqu’en 1768, première partie, tome cinquième. Paris 1813, Seite 142–145, pdf.
- Jean Henri Marchand: L’enciclopédie perruquière : ouvrage curieux à l’usage de toutes sortes de têtes; enrichi de figures en taille-douce : par M. Beaumont Coeffeur dans les Quinze-Vingts. Paris : Hochereau, 1762, frühere Ausgabe: Paris, 1757,
- [Anzeige von:] Troisième supplément de l’art de la coëffure des dames françoises. In: Mercure de France, August 1769, Seite 180–181, pdf.
- Friedrich Nicolai: Über den Gebrauch der falschen Haare und Perrucken in alten und neuern Zeiten. Eine historische Untersuchung. Berlin, 1801, Anmerkung 189, Seite 166–168, pdf.
- Victoria Sherrow: Encyclopedia of Hair: A Cultural History. Westport, Connecticut : Greenwood, 2006, Seite 163.